# Francesco Paglia
Pour les articles homonymes, voir Paglia (homonymie).
Francesco Paglia (baptisé le 6 octobre 1635 à Brescia, où il est mort le 21 février 1714) est un peintre italien qui fut actif à Brescia à la fin de la période baroque.

## Biographie
Francesco Paglia a été un élève du Guerchin.
Il excellait dans le portrait et peignit aussi des tableaux d'église.
Il a également écrit il Giardino della Pittura (« Le Jardin de la peinture »), une description de la peinture à Brescia, en utilisant à la fois la prose et la poésie.
Une copie du manuscrit a été détenue par la famille Avogadro, qui était connue pour son mécénat.
Il a eu deux fils, Antonio (1680 - 9 février 1747) et Angelo (1681-1763), tous les deux peintres.

## Œuvres
- Charité,
- Santa Barbara, huile sur toile de 113 cm × 89 cm,
- Saint Onofrio dans le désert, église de San Barnaba.